# L'Insurgé (chanson)
Pour les articles homonymes, voir L'Insurgé.
L'Insurgé est une chanson écrite par Eugène Pottier en 1880 selon Martin Pénet sur une musique d'Hervé Ghesquière, chez l'éditeur Hayard.
Selon d'autres auteurs, la chanson aurait été écrite entre 1884 et 1887, et la musique en serait de Pierre Degeyter. Il l’aurait écrite pour le premier numéro (15 mars 1885) d’un journal bruxellois du même nom.
Elle a été écrite à propos de la Commune de Paris en hommage à l'« insurgé » Auguste Blanqui.

## Interprètes
- Ghasne en 1911.
- Surgères en 1930.
- Raymond Souplex en 1974 dans le disque 33t, Histoire de France par les chansons, Vol.17 - Le Chant du Monde LDY 4197.
- Les Quatre Barbus en 1970.
- Mouloudji en 1971, dans La Commune en chantant, Collectif. Disque vinyle double LP 33 Tours - AZ STEC LP 89 – Réédition CD 1988 – Disc AZ.
- Yves Daunès ; CD "Chansons Républicaines" enregistré en 2003 (écoute possible sur son site).

## Écouter la chanson
- Interprétée par Raymond Souplex.
- Interprétée par Mouloudji.

## Texte
| Couplet 1 : L’insurgé, son vrai nom c’est l’homme Qui n’est plus la bête de somme, Qui n’obéit qu’à la raison. Et qui marche avec confiance, Car le soleil de la science, Se lève rouge à l’horizon. Couplet 2 : On peut le voir aux barricades Descendre avec les camarades, Riant, blaguant, risquant sa peau Et sa prunelle décidée S’allume aux splendeurs de l’idée, Aux reflets pourpres son drapeau. Refrain : Devant toi, misère sauvage, Devant toi, pesant esclavage, L’insurgé se dresse Le fusil chargé. Couplet 3 : En combattant pour la Commune, Ils savent que la terre est une, Qu’on ne doit pas la diviser, Que la nature est une source Et le Capital une bourse Où tous ont le droit de puiser. Couplet 4 : Il revendique la machine, Il ne veut plus courber l’échine Sous la vapeur en action, Puisque l’exploiteur à main rude Fait instrument de servitude Un outil de rédemption. Refrain Couplet 5 : Contre la classe patronale, Il fait la guerre sociale Dont on ne verra pas la fin, Tant qu’un seul pourra sur la sphère Devenir riche sans rien faire, Tant qu’un travailleur aura faim. Couplet 6 : À la bourgeoisie écœurante Il ne veut plus payer la rente, Combien de milliards tous les ans ! C’est sur vous, c’est sur votre viande Qu’on dépèce un tel dividende, Ouvriers, mineurs, paysans. Refrain |